# ストラテジスト
ストラテジスト（英: strategist）とは、戦略（ストラテジー）を考える者、軍師や兵法家の意である。

## 解説
フィールド別のストラテジストの種類
戦略の役割は、さまざまな組織や研究分野に存在する。
金融の分野においては投資等の戦略を立てる専門家をさす。投資家やファンドマネージャーに対して、知識と経験、時には独自の「勘」を武器として投資助言を行う「金融のプロ」である。公認会計士やアナリストの資格をもつ者が多いが、この職業自体は公的な資格ではない。戦略の奏功により巨額の報酬を得ることができる反面、競争が激烈でストレスがきわめて大きい仕事とされる。投資銀行など国際的な金融機関に在籍している者が多い。近年、注目を集める職業となっている。